# Radoslav Nesterovič
Radoslav „Rašo“ Nesterovič (im englischsprachigen Raum meist Rasho Nesterović genannt; * 30. Mai 1976 in Ljubljana, SFR Jugoslawien) ist ein ehemaliger slowenischer Basketballspieler, der von 1999 bis 2010 in der NBA aktiv war. Er ist 2,13 Meter groß und spielte auf der Position des Centers.
Während der Jugoslawienkriege floh Nesterovič nach Griechenland, wo er den Namen Radoslav Makris sowie die griechische Staatsbürgerschaft annahm. Anschließend kehrte er jedoch nach Slowenien zurück, für dessen Nationalmannschaft er auch spielte. 

## Karriere

### Verein
Nesterovič begann seine Profikarriere 1993 bei PAOK Thessaloniki. Zwei Jahre später unterschrieb er bei Olimpija Ljubljana, mit diesem Verein wurde er zweimal slowenischer Meister sowie einmal Pokalsieger. 1997 wechselte er zu Kinder Bologna und gewann 1998 die italienische Meisterschaft sowie den Europapokal der Landesmeister, dessen Finale er auch 1999 mit Bologna erreichte. Nesterovič war zwar im NBA Draft 1998 von den Minnesota Timberwolves ausgewählt worden, aufgrund des dortigen Spielerstreiks war er jedoch nicht sofort dorthin gewechselt.
Bei Minnesota Timberwolves spielte Nesterovič bis 2003 und avancierte bald zum Stammspieler. Mit den von Kevin Garnett geführten Timberwolves erreichte er jedes Mal die Play-offs, schied dort aber auch jedes Mal in der ersten Runde aus. Von 2003 bis 2006 spielte er dann für die San Antonio Spurs, mit denen er 2005 die NBA-Meisterschaft feiern konnte. In der Folgesaison bekam er aufgrund der Konkurrenz durch Nazr Mohammed jedoch weniger Spielzeit und wechselte schließlich zu den Toronto Raptors. Dort blieb er zwei Jahre, bevor er bei den Indiana Pacers unterschrieb. Nach nur einer Saison bei den Pacers kehrte er nach Toronto zurück.
Zur Saison 2010/2011 kehrte er nach Europa zurück und unterschrieb einen Vertrag bei Olympiakos Piräus in Griechenland.

### Nationalmannschaft
Mit der slowenischen Nationalmannschaft nahm Nesterovič an den Europameisterschaften 1997, 1999, 2001, 2005 und 2007 sowie der Weltmeisterschaft 2006 teil. 2008, nachdem Slowenien die Qualifikation für die Olympischen Spiele verpasst hatten, trat er von der Nationalmannschaft zurück.